# Округ Фејет (Тенеси)
Округ Фејет (енгл. Fayette County) је округ у америчкој савезној држави Тенеси.

## Демографија
По попису из 2010. године број становника је 38.413, што је 9.607 (33,4%) становника више него 2000. године.
| Група             | 2000.          | 2010.          |
| Белци             | 17.858 (62,0%) | 26.193 (68,2%) |
| Афроамериканци    | 10.355 (35,9%) | 10.784 (28,1%) |
| Азијати           | 63 (0,2%)      | 186 (0,5%)     |
| Хиспаноамериканци | 298 (1,0%)     | 858 (2,2%)     |
| Укупно            | 28.806         | 38.413         |